# Tiarei
Tiarei es una comuna asociada de la comuna francesa de Hitiaa O Te Ra  que está situada en la subdivisión de Islas de Barlovento, de la colectividad de ultramar de Polinesia Francesa.

## Composición
La comuna asociada de Tiarei comprende una fracción de la isla de Tahití.

## Demografía
| Gráfica de evolución demográfica de Tiarei entre 1977 y 2012 |
|                                                              |

Fuente: Insee